# William Olsson (politiker)
Albert William Olsson, född 2 juni 1895 i Moheda församling, Kronobergs län, död 21 oktober 1955 i Simrishamns församling, Kristianstads län, var en svensk lokalredaktör och socialdemokratisk riksdagspolitiker.
Olsson var ledamot av riksdagens första kammare 1946–1947 samt 1952–1953, invald i Blekinge läns och Kristianstads läns valkrets.